# 朱诠鑨
定陶恭靖王朱诠鑨（1498年—1552年8月11日），明朝瀋庄王朱幼㙾庶六子，母亲是夫人郑氏。瀋简王朱模曾孙，明太祖玄孙；明朝第一代定陶王。

## 生平
弘治十五年（1502年）七月获赐名。
正德二年（1507年）受封定陶王；五月，因朱幼㙾所请，賜朱詮鑨《四書集註》。
当时按旧例郡王给校尉三十名，但朱詮鑨刚受封时只有十名，朱幼㙾奏请增加。正德四年（1509年）六月，明武宗下诏增加十名，并规定以后郡王校尉只给二十名。
正德九年（1514年）五月，武宗遣永壽伯朱德、高平伯谷大寬、武進伯朱本、永康侯徐源、刑部左侍郎張綸、安鄉伯張坤、寧陽侯陳繼祖、泰寧侯陳儒、武安侯鄭英、東寧伯焦洵充正使，刑部署郎中主事馬文、中書舍人尹繼祖、行人司行人張欽、翰林院編修景暘、兵科右給事中高淓、翰林院編修徐縉、鴻臚寺右寺丞張文澍、工科左給事中朱璣、尚寶司司丞劉皋、行人司行人張文明充副使，持節冊封西城兵馬副指揮賈倉的女兒為定陶王妃。
朱诠鑨的兄长瀋恭王朱诠钲病重，孙子朱胤榿年幼，朱诠钲担心郡王们为患，預先奏请以朱胤榿主府事，令朱胤榿的母妃郗氏保護、長史承奉等輔導，等其长成。朱诠钲死后，朱诠鑨的四哥宿迁王朱詮鏅赶紧請求命次兄灵川荣懿王朱诠鉌的孙子靈川王朱胤栘攝國政。郗氏奏請按朱诠钲遗愿行事。嘉靖六年（1527年）六月，禮部商议认为应该由朱胤榿承重主喪礼、統府事，母妃在宮保護，府事皆聽長史等官检点约束，郡王、將軍及宗人不得奏擾，获准。
后来朱胤榿去世，按伦序应该由朱胤栘袭封瀋王。朱詮鏅、朱诠鑨和他们的七弟雲和王朱诠𨭖都奏称应该定議由朱胤栘袭封。但朱詮鏅與朱胤栘有隙，又说朱胤栘倫序不明不该袭封，之前的奏章是朱诠鑨等人的意思，自己没有参与，請求暫停冊封朱胤栘，再深入追查自己被冒名上奏的事；朱诠鑨、朱诠𨭖及郗氏则都称朱詮鏅确实参与署名。奏折下禮部，礼部调查是朱詮鏅挾私造言以阻朱胤栘进封，請求先行冊封，令有司勘查其事上报。世宗下诏准许。
嘉靖三十一年（1552年）七月，朱诠鑨去世，按例賜祭葬，谥恭靖。他的嫡长子定陶长子朱勋澐已经去世。嘉靖三十四年（1555年）四月，朱勋澐的嫡长子朱胤櫏受册袭封。

## 评价
- 《弇山堂别集》卷072：敬順事上，寬樂令終。